# ハロルド1世 (イングランド王)

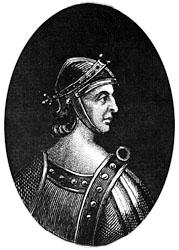
ハロルド1世

ハロルド1世（ハロルド1せい、Harold I）、またはハロルド兎足王（ハロルドうさぎあしおう、Harold Harefoot, 1015年頃 - 1040年3月17日）は、イングランド王（在位：1035年または1037年 - 1040年）あだ名の「兎足王」はハロルドの足の速さと狩猟家としての技術を指している。

## 生涯

### 出自
ハロルドの父クヌーズ2世はイングランド、デンマーク、ノルウェー、さらに「仮祝言した（Handfasting）」妻エルフギフ・オブ・ノーサンプトンを通してスウェーデン王国の一部の王だった。クヌーズを父親とすることには疑問の声もあるが、それはハロルドの王位に反対する者の宣伝だった可能性がある。
1035年11月12日のクヌートの死後、クヌーズとその妃エマ・オブ・ノーマンディーの子、ハロルドにとっては異母弟にあたるハーデクヌーズがデンマークとイングランド両方の正統な王位継承者だった。しかしハーデクヌーズは、デンマーク王国がノルウェー王マグヌス1世とスウェーデン王アーヌンド・ヤーコブの侵略を受けていたために、イングランドの戴冠式に行くことができなかった。イングランドの有力者たちは、ハーデクヌーズ不在の難事のために、ハロルドを一時的に摂政に就任させるというアイディアを支持した。ウェセックス伯ゴドウィン（Godwin）はそれに反対したが結局ハロルドが王冠をかぶった。

### 王位の継承
『Encomium Emmae（エマの賛辞）』によれば、カンタベリー大主教はハロルドを王位に就かせることを拒否したという。エルフギフ・オブ・ノーサンプトンが貴族たちに賄賂を贈ることで息子の地位を守ろうとしたという証拠もある。
北部はハロルドの支配領域にある中、ゴドウィンが参加した協定を守り、エマはハーデクヌーズのハスカールたちと一緒にウィンチェスターに住んでいた。ハロルドはすぐに「彼女から（クヌーズ王の）財産をすべて取り上げた」。イングランド王国は実質ハロルドのものだった。
1037年、エマ・オブ・ノーマンディーはフランドルのブルッヘに亡命した。ハロルドは「至る所で王に選ばれた」。ハロルド自身がこの頃どのような状態であったかはっきりしないが、歴史家フランク・ステントン（Frank Stenton）は、ハロルドの統治期の一時期あるいは全期、母エルフギフが「イングランドの真の統治者」であった可能性があると見ている。

### アルフレッドとエドワードの帰還

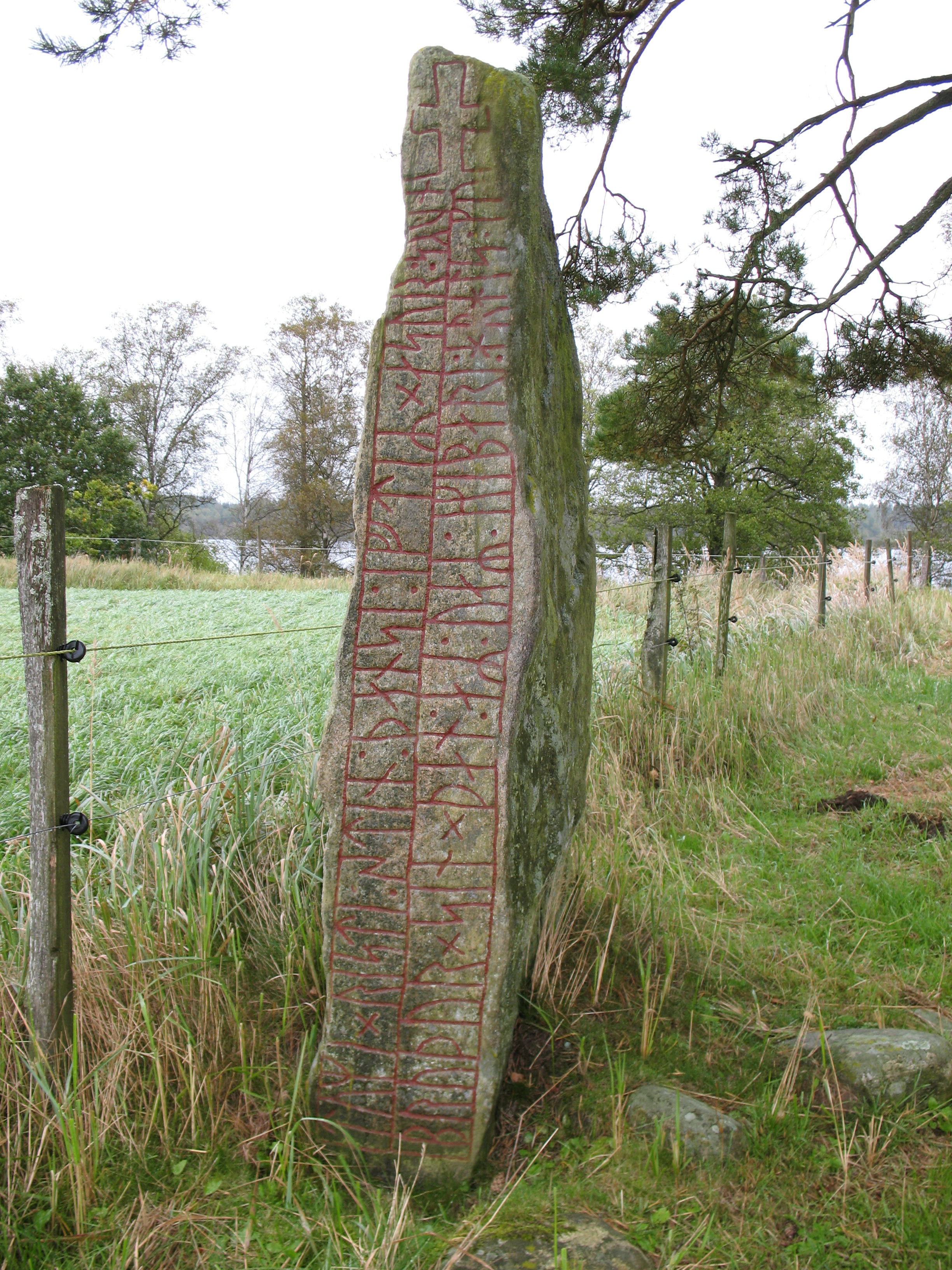
ハロルド1世についての書かれているスウェーデン、スモーランド地方のヴァイキングのルーン石碑

1036年、エマと先夫エゼルレッド2世の息子たち、兄エドワード（後のエドワード懺悔王）と弟アルフレッド・アシリング（Alfred Aetheling）が亡命先のノルマンディーから帰国した。『アングロサクソン年代記』によると、二人は護衛とともにウィンチェスターにいる母親エマを訪問する意図であったというが、家族の再会以上の何かのためにこの旅を決行したのかも知れない。ハロルド支持が優勢の中、ゴドウィンの命令により（ゴドウィンはその頃には明らかにハロルドの側についていた）、アルフレッドはハロルドに忠誠を誓う部下たちに捕らえられ、盲目にされた。その傷がもとでアルフレッドはまもなく死に、護衛も同様の目に遭った。こうしてハロルドは、エドワードとアルフレッドの兄弟がハロルドを退けようとした試みから免れた。

### 死

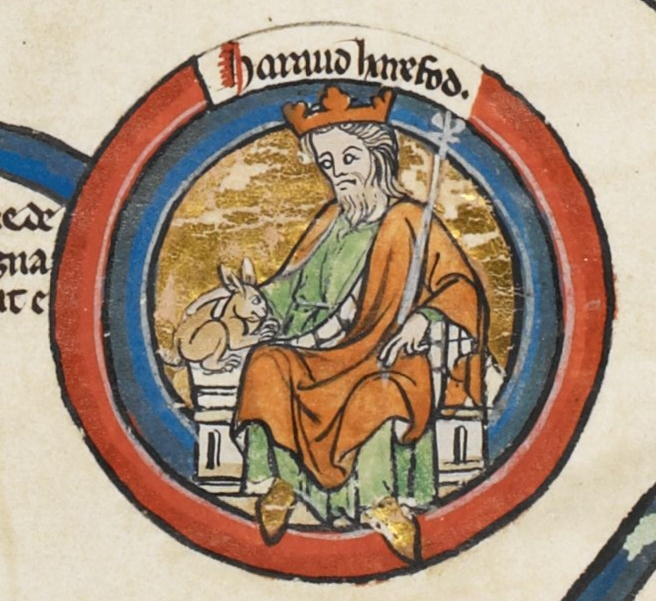
ハロルド1世

1040年3月17日、ハロルドはオックスフォードで亡くなった。ちょうどハーデクヌーズがデンマークで侵略軍を準備している最中のことだった。ハロルドの遺体はウェストミンスター寺院に埋葬された。同年6月、ハーデクヌーズが王冠を得た時、ハロルドの遺体は掘り出され、首を切られ、テムズ川と隣接する沼地に放り投げられた。ハロルドの支持者たちは後にハロルドの遺体を回収し、セント・クレメント・デーンズ（St. Clement Danes）というお誂えの名前の教会（Danesはデーン人という意味）に埋葬した。

### 所産
ハロルドにはエルフウィンという息子があり、長じて大陸で修道士になった。母エルフギフ・オブ・ノーサンプトンについては1040年以降不明である。『アングロサクソン年代記』によると、ハロルドの統治は4年と16週で、クヌーズの死の2週後から統治が始まったという計算になる。